# Măgura (Buzău)
Pour les articles homonymes, voir Măgura.
Măgura est une commune du județ de Buzău en Roumanie.